# Maurice Bunyan
Maurice Taylor Bunyan (Brimington, 14 oktober 1894 – Seine, 12 december 1967) was een Engels voetballer die speelde als aanvaller. Hij speelde in de Belgische Eerste klasse bij Racing Brussel en werd tweemaal Belgisch topschutter.
Bunyan was de zoon van Charles Bunyan, een voetballer die actief was in de Engelse voetbalcompetitie, en de broer van Charles Jr.. In 1908 kreeg Charles de kans om coach te worden bij Racing Brussel en hij bracht zijn zoon Maurice mee naar de club. Hij werd een vaste waarde in de ploeg en werd topschutter in Eerste Klasse in 1912 met 35 doelpunten en in 1914 met 28 doelpunten. In totaal speelde hij 158 wedstrijden en scoorde 160 doelpunten in Eerste Klasse. Vader Charles werd daarna coach van AA La Gantoise tot 1914 toen hij ook de nationale ploeg trainde.
Toen de Eerste Wereldoorlog uitbrak vertrokken vader Charles, die ondertussen trainer van Standard Luik en van het Belgisch voetbalelftal geworden was, en zoon Maurice terug naar Engeland en gingen het leger in. Na de oorlog keerden beiden terug naar België en Maurice ging terug bij Racing aan de slag. Bunyan eindigde nog ieder jaar in de top tien van de topschutterslijst. Na de dood van zijn vader in 1922 maakte hij het seizoen nog af en vertrok midden 1923 naar het Franse Stade Français. Bunyan speelde er nog drie seizoenen en zette in 1926 een punt achter zijn spelersloopbaan.
In 1920 zat hij in de selectie van het Brits olympisch elftal dat deelnam aan de Olympische Spelen in Antwerpen, maar speelde niet.
Bunyan bleef in Frankrijk wonen en werd er scheidsrechter. Tussen 1945 en 1947 was hij nog voetbaltrainer bij Girondins de Bordeaux dat actief was in de hoogste klasse van de Franse voetbalcompetitie. In 1947 degradeerde de ploeg en Bunyan vertrok. Datzelfde jaar schreef hij het boek Le football simplifié waarbij het voorwoord geschreven werd door de toenmalige FIFA-voorzitter Jules Rimet.